# Maestro Piero
Maestro Piero (Magister Piero o Piero) (nacido antes de 1300, fallecido poco después de 1350) fue un compositor italiano de la época medieval tardía. Fue uno de los primeros compositores del Trecento conocidos por su nombre, y probablemente uno de los más antiguos. Se le conoce principalmente por sus madrigales.

## Biografía
De su vida no se conocen más detalles que los que se puedan inferir de su música y de una ilustración que probablemente contiene su imagen. En una ilustración boloñesa de la primera mitad del siglo XIV se le representa como un hombre de 50-60 años, por lo que probablemente nació antes de 1300. A diferencia de muchos compositores del Trecento, no era florentino, ya que no aparece en la crónica de Filippo Villani, que incluye a todos los músicos activos en la ciudad durante el siglo XIV. Piero era posiblemente de Asís, y se sabe que estuvo en Milán y Verona, al servicio de las familias Visconti y della Scala, respectivamente; además, es posible que estuviera en Padua con Antonio I della Scala antes de ir a Verona, junto con el compositor Giovanni da Cascia (Giovanni da Firenze). También se asoció con el compositor Jacopo da Bologna durante este periodo, y los tres compositores parecen haber participado en un concurso para componer el mismo texto de madrigal, formando efectivamente un ciclo de madrigales: la fecha de este concurso fue en o después de 1349, muy cerca del final de la vida de Piero. Después de 1351, no hay rastro de ninguna actividad de Piero ni de Giovanni da Cascia; uno o ambos compositores podrían haber muerto a causa de la peste negra que azotó el norte de Italia en esa época.

## Música e influencia
Se han conservado un total de ocho composiciones de Piero, más dos cánones (o cacce) que se le han atribuido por sus similitudes estilísticas. Las ocho son piezas profanas: seis madrigales y dos cánones. Las ocho composiciones atribuidas se conservan en la Biblioteca Nacional Central de Florencia. Dos de sus obras se conservan en el Codex Rossi.
Los madrigales de Piero son las primeras obras canónicas que se conservan en esa forma. Los madrigales son a dos voces, y las dos cacce son a tres; lo que distingue su obra de la de sus contemporáneos es el uso frecuente del canon, especialmente en los pasajes de ritornello de sus madrigales. Las obras de Piero muestran claramente la evolución de la forma de caccia canónica a tres voces a partir del madrigal, en el que la parte canónica del madrigal se convirtió en un canon a dos voces, sobre un tenor, característico de la caccia.

## Obras

### Madrigales a dos voces y caccia-madrigales
1. All'ombra d'un perlaro
2. Cavalcando con un giòvine
3. Ogni diletto
4. Quando l'àire comença
5. Sì com'al canto
6. Sovra un fiume regale

### Cacce (a tres voces)
1. Con brachi assai
2. Con dolce brama